# ハイマン・G・リッコーヴァー (原子力潜水艦・2代)
|          |                                                 |
| 艦歴     |                                                 |
| 発注     | 2014年4月28日                                   |
| 起工     | 2018年5月11日                                   |
| 進水     | 2021年8月26日                                   |
| 就役     | 2023年10月14日                                  |
| その後   |                                                 |
| 性能諸元 |                                                 |
| 排水量   | 7,800トン                                       |
| 全長     | 114.9 m (377 ft)                                |
| 全幅     | 10.3 m (34 ft)                                  |
| 吃水     | 9.8 m (32 ft)                                   |
| 機関     | S9G 原子炉                                      |
| 最大速   | 水上:25ノット (46 km/h) 水中:32ノット (59 km/h) |
| 潜航深度 | 800 ft (250 m)                                  |
| 乗員     | 士官、兵員134名                                 |
| 兵装     | VLS 12基 21インチ魚雷発射管 4基                 |
| モットー |                                                 |

ハイマン・G・リッコーヴァー（USS Hyman G. Rickover, SSN-795）は、アメリカ海軍の攻撃型原子力潜水艦。バージニア級原子力潜水艦の22番艦。艦名は原子力潜水艦の開発・配備を推進した「原子力海軍の父」ことハイマン・G・リッコーヴァー提督に因む。その名を持つ艦としてはロサンゼルス級原子力潜水艦22番艦（SSN-709）以来2隻目である。

## 艦歴
ハイマン・G・リッコーヴァーは2015年1月9日にワシントン海軍工廠で命名され、建造はコネチカット州グロトンのジェネラル・ダイナミクス・エレクトリック・ボートで行われた。2018年5月11日に起工し、2021年8月26日に進水、2023年10月14日に就役式が行われた。